# Сшиватель (телесериал)
«Сшиватель» (англ. Ragdoll) — сериал совместного производства, основанный на одноимённом романе Дэниела Коула. Премьера в США состоялась 11 ноября 2021 года на AMC +.

## Сюжет
Сериал рассказывает об убийстве шести человек, которые были расчленены и сшиты в форме гротескного тела «Тряпичная кукла». Когда детективы начинают расследование, убийца начинает издеваться над ними.

## В ролях
- Люси Хейл — инспектор Лейк Эдмондс
- Генри Ллойд-Хьюз — сержант Натан Роуз
- Али Кук — инспектор Терренс Симмонс
- Талисса Тейшейра — инспектор Эмили Бакстер
- Наташа Литтл — Андреа Вайлд
- Фил Дэвис — майор Тёрнбул.

## Производство
В феврале 2021 года было объявлено, что компании AMC и Alibi будут совместно продюсировать сериал, основанный на романе «Ragdoll» Дэниела Коула. Фредди Сайборн написал сценарий и выступил в качестве исполнительного продюсера.
В марте 2021 года к актёрскому составу сериала присоединилась Люси Хейл. В апреле 2021 года в актёрский состав сериала вошли Генри Ллойд-Хьюз и Талисса Тейшейра.
Съёмки началась в мае 2021 года.

## Релиз
Премьера сериала состоялась 11 ноября 2021 года на канале AMC + в США.

## Восприятие
На сайте Rotten Tomatoes сериал имеет рейтинг 90 % основанный на 10 отзывах, со средней оценкой 7.9/10. На Metacritic средневзвешенная оценка составляет 65 из 100 на основе 8 рецензий.
Дэниел Фиенберг из The Hollywood Reporter назвал сериал «метафорой», а не телешоу, заявив, что «[в нём] достаточно нервирующих моментов, чтобы удовлетворить впечатлительных приверженцев жанра».